# Кахра, Харри
Харри Кахра (фин. Harry Kahra, 11 мая 1930 — 17 ноября 1988, Ярвенпяа) — финский шахматист, национальный мастер (1954).
Бронзовый призер чемпионата Финляндии 1955 г. (разделил в турнире 1—3 места с Я. Фредом и М. Рантаненом, в дополнительном матч-турнире остался на 3-м месте; чемпионом после еще одного дополнительного соревнования стал Фред).
Победитель турнира Финского шахматного клуба 1954 г. (за эту победу получил звание мастера).
В 1970—1980-х гг. активно играл по переписке. Трижды участвовал в полуфинальных турнирах чемпионатов мира.

## Спортивные результаты
| Год         | Город     | Соревнование                                                        | + | − | = | Результат        | Место |
| ----------- | --------- | ------------------------------------------------------------------- | - | - | - | ---------------- | ----- |
| 1954        | Хельсинки | Турнир Финского шахматного клуба (предварительная группа В) (финал) |   |   |   | 8½ из 11 2½ из 4 | 1     |
|             | Хельсинки | Чемпионат Хельсинки                                                 |   |   |   |                  | [ 5 ] |
| 1955        | Хельсинки | Чемпионат Финляндии (финальный турнир)                              |   |   |   | 3½ из 6          | 1—3   |
| 1956 / 1957 | Хельсинки | Чемпионат Хельсинки                                                 |   |   |   |                  | [ 6 ] |
| 196...      | Ярвенпяа  | Юбилейный турнир ШК "Ярвенпяа"                                      |   |   |   |                  | [ 8 ] |